# Stertinius leucostictus
Stertinius leucostictus là một loài nhện trong họ Salticidae.
Loài này thuộc chi Stertinius. Stertinius leucostictus được Tord Tamerlan Teodor Thorell miêu tả năm 1890.